# Gymnommopsis
Gymnommopsis là một chi ruồi trong họ Tachinidae.

## Các loài
- Gymnommopsis cordubensis (Blanchard, 1943)[2]
- Gymnommopsis gagtea Townsend, 1927[1]
- Gymnommopsis haywardi (Blanchard, 1943)[2]
- Gymnommopsis misionensis (Blanchard, 1943)[2]